# Mangatoro (rivière)
La rivière Mangatoro  (en anglais : Mangatoro River ou Mangatoro Stream) est un cours d’eau de la région de Hawke's Bay dans l’Île du Nord de la Nouvelle-Zélande.

## Géographie
Elle court vers le nord-est le long du l’angle ouest de la chaîne de «Puketoi Range» pour atteindre la rivière Mangamaire au sud de la ville de Dannevirke.